# SiM/Diskografie
Diese Diskografie ist eine Übersicht über die musikalischen Werke der japanischen Rock-/Metalband SiM.

## Alben

### Studioalben
| Jahr | Titel Musiklabel                                                            | Höchstplatzierung, Gesamtwochen, AuszeichnungChartsChartplatzierungen (Jahr, Titel, Musiklabel, Platzierungen, Wochen, Auszeichnungen, Anmerkungen) | Anmerkungen                              |
| Jahr | Titel Musiklabel                                                            | JP | Anmerkungen                              |
| ---- | --------------------------------------------------------------------------- | --- | ---------------------------------------- |
| 2008 | Silence Iz Mine U-Project                                                   | — | Erstveröffentlichung: 25. Juni 2008      |
| 2011 | Seeds of Hope Gil Soundworks                                                | JP55 (18 Wo.)JP | Erstveröffentlichung: 12. Oktober 2011   |
| 2013 | Pandora Nayutawave Records                                                  | JP5 (13 Wo.)JP | Erstveröffentlichung: 23. Oktober 2013   |
| 2016 | The Beautiful People EMI Records                                            | JP6 (12 Wo.)JP | Erstveröffentlichung: 6. April 2016      |
| 2020 | Thank God, There Are Hundreds of Ways to Kill Enemies Universal Music Japan | JP2 (9 Wo.)JP | Erstveröffentlichung: 17. Juni 2020      |
| 2023 | Playdead Pony Canyon                                                        | JP16 (4 Wo.)JP | Erstveröffentlichung: 27. September 2023 |

### EPs
| Jahr | Titel Musiklabel                | Höchstplatzierung, Gesamtwochen, AuszeichnungChartsChartplatzierungen (Jahr, Titel, Musiklabel, Platzierungen, Wochen, Auszeichnungen, Anmerkungen) | Anmerkungen                              |
| Jahr | Titel Musiklabel                | JP | Anmerkungen                              |
| ---- | ------------------------------- | --- | ---------------------------------------- |
| 2010 | Living in Pain Dead Pop Records | JP221 (1 Wo.)JP | Erstveröffentlichung: 6. Oktober 2010    |
| 2012 | Life and Death Gil Soundworks   | JP9 (9 Wo.)JP | Erstveröffentlichung: 2. Mai 2012        |
| 2014 | I Against I EMI Records         | JP7 (10 Wo.)JP | Erstveröffentlichung: 17. September 2014 |
| 2022 | Beware Pony Canyon              | JP20 a (5 Wo.)JP | Erstveröffentlichung: 21. September 2022 |

## Singles
| Jahr | Titel Album                        | Höchstplatzierung, Gesamtwochen, AuszeichnungChartplatzierungen (Jahr, Titel, Album, Platzierungen, Wochen, Auszeichnungen, Anmerkungen) | Höchstplatzierung, Gesamtwochen, AuszeichnungChartplatzierungen (Jahr, Titel, Album, Platzierungen, Wochen, Auszeichnungen, Anmerkungen) | Höchstplatzierung, Gesamtwochen, AuszeichnungChartplatzierungen (Jahr, Titel, Album, Platzierungen, Wochen, Auszeichnungen, Anmerkungen) | Anmerkungen                            |
| Jahr | Titel Album                        | JP | US | UK | Anmerkungen                            |
| ---- | ---------------------------------- | --- | --- | --- | -------------------------------------- |
| 2013 | Evils Standalone                   | JP9 (12 Wo.)JP | — | — | Erstveröffentlichung: 3. April 2013    |
| 2015 | Angels and Devils Standalone       | JP9 (6 Wo.)JP | — | — | Erstveröffentlichung: 10. Juni 2015    |
| 2015 | Crows The Beautiful People         | JP12 (7 Wo.)JP | — | — | Erstveröffentlichung: 7. Oktober 2015  |
| 2017 | A / The Sound of Breath Standalone | JP12 (7 Wo.)JP | — | — | Erstveröffentlichung: 6. Dezember 2017 |
| 2022 | The Rumbling Beware                | JP28 (2 Wo.)JP | US– bUS | UK– cUK | Erstveröffentlichung: 25. Mai 2022     |
| 2023 | Under the Tree Playdead            | — | US– dUS | — | Erstveröffentlichung: 4. März 2023     |

Weitere Singles
- 2007: Paint the Sky Blue (Album: Silence Iz Mine)
- 2009: Murderer (Standalone)
- 2010: Anthem (Standalone)
- 2014: Existence (Album: The Beautiful People)
- 2017: Let It End (Album: Thank God, There Are Hundreds Of Ways To Kill Enemies)
- 2018: Diamond (Album: Thank God, There Are Hundreds of Ways to Kill Enemies)
- 2019: Sand Castle feat. AkkoGorilla (Album: Thank God, There Are Hundreds of Ways to Kill Enemies)
- 2020: Bully (Album: Thank God, There Are Hundreds of Ways to Kill Enemies)
- 2020: Devil in Your Heart (Album: Thank God, There Are Hundreds of Ways to Kill Enemies)
- 2020: Baseball Bat (Album: Thank God, There Are Hundreds of Ways to Kill Enemies)
- 2020: Captain Hook (Album: Thank God, There Are Hundreds of Ways to Kill Enemies)

## Videoalben
| Jahr | Titel Musiklabel                                                                       | Höchstplatzierung, Gesamtwochen, AuszeichnungChartsChartplatzierungen (Jahr, Titel, Musiklabel, Platzierungen, Wochen, Auszeichnungen, Anmerkungen) | Anmerkungen                             |
| Jahr | Titel Musiklabel                                                                       | JP | Anmerkungen                             |
| ---- | -------------------------------------------------------------------------------------- | --- | --------------------------------------- |
| 2012 | Dusk and Dawn Gil Soundworks                                                           | JP3 (5 Wo.)JP | Erstveröffentlichung: 14. November 2012 |
| 2014 | 10 Years Universal Music Japan                                                         | JP4 (5 Wo.)JP | Erstveröffentlichung: 18. Juni 2014     |
| 2016 | Who Says We Can’t Universal Music Japan                                                | JP4 (9 Wo.)JP | Erstveröffentlichung: 11. Mai 2016      |
| 2017 | Dead Man Walking - Live at Yokohama Arena Universal Music Japan                        | JP14 (6 Wo.)JP | Erstveröffentlichung: 26. April 2017    |
| 2018 | Kyoto Strategy 2007–2017 10th Anniversary! Universal Music Japan                       | JP2 (5 Wo.)JP | Erstveröffentlichung: 27. Juni 2018     |
| 2018 | Kyoto Strategy 2017 Live - A Festival You Can See to the Fullest Universal Music Japan | — | Erstveröffentlichung: 27. Juni 2018     |

## Musikvideos
| Jahr | Titel                            | Regisseur(e)   |
| ---- | -------------------------------- | -------------- |
| 2010 | Anthem                           | Ugichin        |
| 2010 | Jack.B                           | Ugichin        |
| 2011 | Killing Me                       | Maxilla        |
| 2012 | Amy                              | Maxilla        |
| 2013 | Blah Blah Blah                   | Inni Vision    |
| 2013 | Same Sky                         | Kei Ikeda      |
| 2013 | Pandora                          | Inni Vision    |
| 2013 | Who’s Next                       | Inni Vision    |
| 2013 | Rosso & Dry                      | Kei Ikeda      |
| 2014 | Gunshots                         | Inni Vision    |
| 2014 | Fallen Idols                     | Inni Vision    |
| 2014 | Riot                             | Inni Vision    |
| 2015 | Existence                        | Jiei Mogi      |
| 2015 | Crows                            | Suzuki Daishin |
| 2016 | Make Me Dead!                    | Inni Vision    |
| 2016 | Life is Beautiful                | Kei Ikeda      |
| 2016 | Dance in the Dark                | Inni Vision    |
| 2017 | A                                | Inni Vision    |
| 2017 | The Sound of Breath              | Kei Ikeda      |
| 2018 | Diamond                          | Inni Vision    |
| 2018 | Lion’s Den                       | Inni Vision    |
| 2019 | Sand Castle" (feat. AkkoGorilla) | Inni Vision    |
| 2020 | Bully                            | Yoshiharu Seri |
| 2020 | Devil in Your Heart              | Zumi           |
| 2020 | Captain Hook                     | Koh Yamada     |
| 2020 | Baseball Bat                     | Inni Vision    |
| 2020 | Fathers                          | Koh Yamada     |
| 2022 | The Rumbling                     | Taiyo Yamamoto |
| 2022 | Light It Up                      | Inni Vision    |
| 2022 | FXXKFXXKFXXK                     | Ugichin        |

## Cover
- 2008: Come Together (Original: The Beatles, auf dem Album Silence Iz Mine veröffentlicht)
- 2012: Something in the Way (Original: Nirvana, auf dem Nevermind Tribute-Album veröffentlicht[10])

## Beteiligungen
- 2011: The Maze (feat. MAH) von Coldrain (Album: The Enemy Inside)
- 2014: Re-Education (feat. MAH) von Skindred (Album: Kill the Power (japanische Edition))
- 2017: Skyfall (One Ok Rock feat. MAH, Masato of Coldrain & Koie of Crossfaith), wurde nur während der 2017 Ambitions Japan-Tour von One Ok Rock verkauft.[11]
- 2022: Catch Me (feat. MAH) von The Oral Cigarettes (Album: Bullets into the Pipe)

## Statistik

### Chartauswertung
|                     | JP    |
| ------------------- | ----- |
| Nummer-eins-Alben   | JP—JP |
| Top-10-Alben        | JP5JP |
| Alben in den Charts | JP9JP |

|                       | JP    |
| --------------------- | ----- |
| Nummer-eins-Singles   | JP—JP |
| Top-10-Singles        | JP2JP |
| Singles in den Charts | JP5JP |

|                          | JP    |
| ------------------------ | ----- |
| Nummer-eins-Videoalben   | JP—JP |
| Top-10-Videoalben        | JP4JP |
| Videoalben in den Charts | JP5JP |